# Sederholmska huset

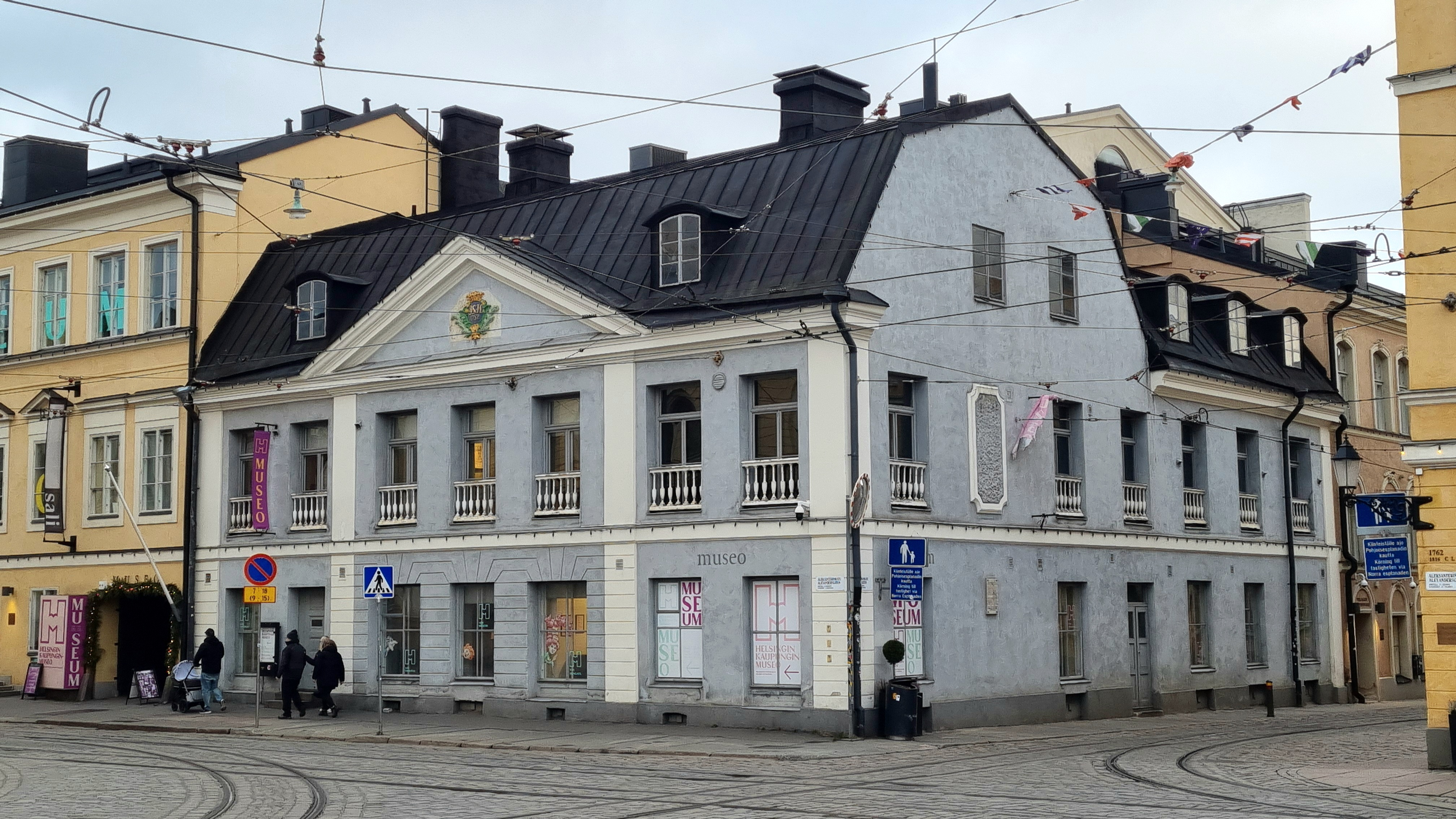
Sederholmska huset.

Sederholmska huset, eller Sederholms hus, är det äldsta hus som är bevarat i Helsingfors, Finlands huvudstad. Huset byggdes av köpmannen Johan Sederholm år 1757 och det ligger vid Senatstorget. I dag har Helsingfors stadsmuseum utställningslokaler i huset.

## Historia
År 1720 köpte köpmannen Johan Julius Sund tomten och uppförde ett trähus på den. Efter hans död sålde arvtagarna fastigheten till Johan Sederholm och Nils Burtz, en annan köpman. Då deras samarbete upphörde köpte Sederholm hela fastigheten och började bygga ett hus i sten år 1756. Arkitekt var sannolikt tysken Samuel Berner. På 1700-talet fungerade nedre våningen som affärsutrymme och övre våningen som bostad. 
Johan Sederholm sålde huset till sina söner och det var i Lars och Alexander Sederholms ägo till år 1822. Köpmannen Carl Johan Sundberg innehade huset åren 1822 till 1862. Efter honom blev Maria Koch ägare och år 1865 arkitekt Konstantin Kiseleff, som förnyade fasaden; fönstren förstorades, övre våningens fönster fick en balustrad och tre nya dörrar byggdes på gatusidan. I mitten av 1800-talet fungerade bland annat en tobaksfabrik och en flickskola i det Sederholmska huset. Helsingfors rådstuvurätt fungerade i byggnaden 1949-1985 varefter stadsmuseet tog över. Huset öppnades för allmänheten år 1995.